# Miquelon
Miquelon – francuska wyspa wchodząca w skład departamentu zamorskiego Saint-Pierre i Miquelon. Jedynym ośrodkiem osadnictwa na wyspie jest miasto Miquelon, leżące na jej północnym krańcu.

## Historia i geografia
W rzeczywistości są to trzy wyspy, połączone ze sobą dzięki tombolo: Le Cap, Miquelon oraz Langlade. Wyspa Miquelon posiada dużą lagunę o nazwie Grand Barachois. Występują tam foki oraz inne różnorodne formy dzikich zwierząt, w tym m.in. ptactwo.
Wyspa została zasiedlona przez baskijskich marynarzy. Nazwa wyspy pochodzi od baskijskiego słowa Miquetto, co znaczy w języku polskim Michał. Wyspa została tak nazwana przez francuskiego marynarza Martina de Hoyarcabala.

## Demografia i transport
Mieszkańcy wyspy są głównie pochodzenia baskijsko-akadyjskiego. Populacja wyspy wynosi 616 mieszkańców, dane te pochodzą ze spisu ze stycznia 2006 roku. 615 mieszkańców mieszka na wyspie Miquelon, natomiast poza wyspą mieszka jeden osadnik na wyspie Langlade (jedyny jej mieszkaniec, Charles Lafitte, zmarł w lipcu 2006).
Na Miquelon można się dostać jedynie za pomocą łodzi lub samolotu odlatującego z Saint-Pierre. Wyspa posiada własne lotnisko, które przyjmuje samoloty linii Air Saint-Pierre. Linia ta wykonuje loty między wyspami oraz do Kanady.